# Florian Steinmann
Florian Jacques Steinmann (Meyrin, 13 aprile 1991) è un cestista svizzero.

## Palmarès

### Club
- Campionato svizzero: 2

Lions de Geneve: 2012-13
Fribourg: 2018-19
- Coppa di Svizzera: 1

Fribourg: 2019
- Coppa di Lega svizzera: 1

Lions de Geneve: 2013
- Supercoppa di Svizzera: 1

Massagno: 2023